# Varde Vest Station
Varde Vest Station er en jernbanestation i Varde og hovedstation på Varde-Nørre Nebel Jernbane. Varde Vest Station er  mindre end Varde Station. Stationen er opført i 1903, og bygningen er tegnet af arkitekten Heinrich Wenck. Bygningen har i høj grad bevaret sit oprindelige udtryk, og fx er skiltene stadig skrevet med en gammeldags skrift. 
I 2015 blev bygningen renoveret og ombygget til privat bolig.